# Marie Kreutzer
Marie Kreutzer (ur. 4 grudnia 1977 w Grazu) – austriacka reżyserka i scenarzystka filmowa. 
Po studiach na Akademii Filmowej w Wiedniu kręciła filmy krótkometrażowe i telewizyjne. Jej debiutem pełnometrażowym był rodzinny dramat Bez ojca (2011), zaprezentowany w sekcji "Panorama" na 61. MFF w Berlinie. Kolejne fabuły, Gruber nas opuszcza (2015) i Byliśmy cool (2016), zauważone zostały jedynie w rodzimej Austrii. Ziemia pod nogami (2019) startowała zaś w konkursie głównym na 69. Berlinale.
Największy jak dotąd sukces i rozgłos przyniósł Kreutzer kostiumowy dramat W gorsecie (2022), odwołujący się do postaci ukochanej austriackiej cesarzowej Sissi. Film ukazywał alternatywne koleje jej życia w duchu feministycznego wyzwolenia. Obraz miał swoją premierę w sekcji "Un Certain Regard" na 75. MFF w Cannes, gdzie nagrodzono go za brawurową kreację Vicky Krieps. Uzyskał też nominacje za najlepszy film i reżyserię do Europejskich Nagród Filmowych, zdobywając ostatecznie nagrodę za pierwszoplanową rolę żeńską.